# Mark Perrow
Mark Perrow (Sudáfrica, 13 de noviembre de 1965 - KwaZulu-Natal, Sudáfrica, 15 de marzo de 2020) fue un deportista sudafricano que compitió en piragüismo en la modalidad de aguas tranquilas.
Participó en los Juegos Olímpicos de 1992 en Barcelona , llegando a semifinales en las pruebas de K1 1000 m y K4 1000 m.
Fue vencedor de la prueba de K-2 del Descenso Internacional del Sella en 1991, en conjunto con su compatriota Neil Evens bajo licencia suiza, al estar aún en vigor las sanciones a deportistas sudafricanos por el apartheid. 
Falleció en un accidente de aviación el 15 de marzo de 2020, en el valle del río Umkhomazi en la provincia KwaZulu-Natal.